# گمینا نگبوروو
گمینا نگبوروو (به لهستانی:  Gmina Nieborów) یک گمینا در لهستان است که در شهرستان وویچ واقع شده‌است. گمینا نگبوروو ۱۰۳٫۲۹ کیلومتر مربع مساحت و ۹٬۵۳۶ نفر جمعیت دارد.